# Tanganoides mcpartlan
Tanganoides mcpartlan is een spinnensoort uit de familie Desidae. De soort komt voor in Tasmanië.